# 刘茜
刘茜（1920年—1937年），本名董秋月，1920年生，1937年被中国工农红军军官黄克功枪杀。

## 生平
刘茜于1920年生于中华民国山西省忻县，刘茜的祖父董子安在中华民国初年时曾任晋南镇守使。刘茜的父亲为董晋魁，母亲为高荷清。刘茜到了入学年龄后，出身封建大家庭的父母不让她读书，把她留在家里做女红。由于刘茜的表姨刘映荷的对刘茜父母的劝说，刘茜才得以去上学，这使得刘茜因受家庭封建意识影响倍感压抑的童年境遇有所改观。
在求学期间，由于日军已入侵中国东北并进逼华北，刘茜秘密加入了抗日组织，以“刘茜”为笔名发表抗日短文。1937年8月，刘茜辗转达到延安，正式以刘茜作姓名，“刘”是为了感念表姨妈刘映荷，“茜”即茜草是一种红色的染料，表达的是对革命的向往追求。1937年10月5日，刘茜在延河岸边被黄克功枪杀，黄克功为中国工农红军基层军官，有参加长征经历，在延安为刘茜直接领导，黄克功对刘有爱慕之意，纠缠未果便将其枪杀。该事件震动了延安。在审判中，黄克功辩称“我杀她是因为她公开和不公开地破坏我的名誉”，黄克功还致信当时的中国共产党实际最高领导人毛泽东要求其裁决，1937年10月10日，毛泽东回信称“黄克功卑鄙无耻残忍自私至如此程度，他之处死，是他自己行为决定的”。陕甘宁特区政府的法院后来判处黄克功死刑，1938年5月，黄克功被处决。

## 身后事件
刘茜被杀案因中国共产党控制的陕甘宁特区政府的宣传需要而被广泛传播，以表明中国共产党的官员无法外特权、功过不能相抵。毛泽东曾亲自批示“对刘茜同志之家属，应给予安慰与抚恤。”然而，刘茜的父母一生坎坷，其亲妹妹董淑平在20世纪60年代的文化大革命期间，不堪虐待，自尽于新疆阿克苏。